# 4266 Валтарі
4266 Валтарі (4266 Waltari) — астероїд головного поясу, відкритий 28 грудня 1940 року.
Тіссеранів параметр щодо Юпітера — 3,114.
Названо на честь Міка Валтарі (фін. Mika Waltari, 1908 — 1979) — класика фінської літератури, кіносценариста та поета.